# Savva – Ein Held rettet die Welt
Savva – Ein Held rettet die Welt (Auch: A Warrior’s Tail, Savva: Heart of the Warrior, russisch Савва. Сердце воина – Sawwa. Serdze woina) ist ein russisch/englischer computeranimierter Kinofilm von Art Pictures Studio und Glukoza Production. Der Regisseur war Maxim Fadejew. Der Film wurde am 12. November 2015 in Russland und am 1. April 2016 in England veröffentlicht. Zur englischen Besetzung gehörten Milla Jovovich (Savva), Will Chase (Anggee/Prince Angacetus) und Whoopi Goldberg (Mom Jozee/Mama Zho Zi).

## Handlung
In einem kleinen Dorf wird dem kleinen Jungen Sawwa die Geschichte über die weißen Wölfe erzählt, die über Jahrtausende die Menschen geschützt haben. Als die Wölfe sich jedoch gegen die Menschen wandten, verwandelte sie ein mächtiger Zauberer in wilde Tiere.
Das Dorf wird von Hyänen attackiert, die ankündigen, dass die Dorfbewohner als Sklaven verkauft werden sollen. Sawwa kann fliehen und wird von dem weißen Wolf Anggee (Анга) gerettet. Er bietet Sawwa an, ihn zu einem Zauberer zu bringen, der einen Krieger kennt, der das Dorf retten kann, auch wenn sie dafür an Mom Jozee (Мама ЖоЗи) vorbei müssen, der dreiköpfigen Affenkönigin. Auf dem Weg dorthin begegnen sie einer kleinen pinken Kreatur Puffy (Пусик), die behauptet, ein verzauberter Prinz zu sein, der nach dem Zauberer sucht, um den Fluch zu brechen. Sie retten auch einen hässlichen Mann Fafl (Фафл), der ebenfalls behauptet, ein verzauberter Prinz zu sein, ein ehemals schöner Baron (Полубарон), der die Liebe einer Hexe abwies und daraufhin zu Hässlichkeit verflucht wurde und zusätzlich die Anwesenheit des Moskito-Königs ertragen muss, bis sich beide auf eine Sache einigen. Aber Fafls Stolz verhindert jede Einigung. Mom Jozee erfährt von der Mission der Gruppe und schickt ihre Spione aus, damit sie ihnen folgen.
Dann wird Puffy von Eingeborenen entführt, die in einem nahegelegenen Sumpf leben. Sie halten ihn für ihren Gott Makatunga (Макатунгой). Der Stamm fängt auch Sawwa, Anggee und Fafl ein, was von den Spionen von Mom Jozee und den Rickies (Ringer), einer Art Krieger, beobachtet wird. Sawwa, Anggee und Fafl treffen auf den Häuptling Schamane Shisha (Шаман Ши-Ша) und dessen Enkelin Nanty (Нанти), die sich in Sawwa verliebt. Als Schamane hatte Shisha schon früher durch Magie versucht, Anggees Fluch zu brechen, wodurch er wieder ein weißer Wolf werden konnte. Shisha erzählt Sawwa auch, dass der Stamm Makatunga wieder in den Himmel befördern möchte, was jedoch den Tod von Puffy erfordern würde. Sawwa rettet Puffy aus dem Tempel, aber Nanty folgt ihnen und bittet sie, dass sie die Gruppe begleiten darf.
In dieser Nacht beobachtet Nanty, wie sich Anggee in einen Rickie verwandelt. Sawwa wirft Anggee vor, zu lügen und schickt ihn weg, wird daraufhin aber von einem anderen Rickie entführt, der auf Befehl von Anggees Vater handelt. Mom Jozee erfährt von ihren Spähern, dass die Rickies in Wirklichkeit die weißen Wölfe sind und erklärt ihnen den Krieg, um zu verhindern, dass die weißen Wölfe zurückkehren.
Anggee geht eine Konfrontation mit seinem Vater ein, der keine Lust hat, wieder ein weißer Wolf zu werden. Er verweigert Hilfe, lässt aber wenigstens Sawwa frei. Nach der Wiedervereinigung mit Nanty, Fafl und Puffy erklärt Anggee, dass sein Vater, als er beinahe verhungerte, einen Menschen angegriffen habe, wodurch alle weißen Wölfe sich in Rickies verwandelt hätten. Und weil die weißen Wölfe sich selbst für mächtig hielten, wurden sie verflucht, die kleinsten Tiere im Wald zu fürchten: Moskitos, deren Biss die Rickies töten kann.
Als die Armee der Affen herannaht, kommen ihnen die Eingeborenen und die Rickies zu Hilfe, die Anggees Vater gesandt hat, als er erfuhr, dass die Affen den Krieg erklärt hatten. Mom Jozee befiehlt einem Schwarm Moskitos die Rickies zu töten. Da der Moskito-König der einzige ist, der den Schwarm aufhalten kann, ist Fafl gezwungen, sich mit ihm zu einigen, wodurch er ihn endlich loswird. Sobald der Moskito-König zu seinem Schwarm zurückkehrt, attackiert er mit ihm die Affen. Sobald die Affen besiegt sind, reist Sawwa mit seinen Freunden weiter zum Haus des Zauberers. Der Zauberer ist in Wahrheit ein kleines Mädchen (Wolschebniza, Волшебница), das alle Wünsche erfüllt. Fafl erhält sein Aussehen zurück und erhält den Titel eines Voll-Barons. Anggee und die Rickies werden wieder weiße Wölfe. Puffy war gar kein verzauberter Prinz und er hat keinen Wunsch, da er nun Freunde hat. Sawwa wird in einen Nebenraum geführt, um den Krieger zu finden, steht aber stattdessen vor einem Spiegel. Daraufhin kehrt Sawwa in sein Dorf zurück und besiegt den Anführer der Hyänen (Elsa, Гиена Эльза), der verspricht, niemals wieder anzugreifen.
Anggee verabschiedet sich überschwänglich von Sawwa und wird der neue König der weißen Wölfe. Fafl entscheidet sich, zusammen mit Puffy durch die Welt zu reisen. Nanty bleibt bei Sawwa, der jedoch untröstlich ist, dass er möglicherweise Anggee nie wieder sehen wird. Anggee kehrt jedoch unverhofft zurück und es gibt ein Happy End.

## Produktion
Der Film wurde in Zusammenarbeit von Art Pictures Studio und Glukoza Production (Глюк'oZa Animation) hergestellt, wobei Maxim Fadejew bei Regie, Drehbuch und Musik, sowie als Produzent verantwortlich ist. Fadejew hatte vorher als Songwriter für verschiedene Hollywood-Filme gearbeitet.

## Veröffentlichung
A Warrior’s Tail wurde zuerst in Russland veröffentlicht. Die Premiere fand am 12. November 2015 statt. Danach wurde er nach und nach weltweit auf den Markt gebracht. In Großbritannien am 1. April 2016 und zuletzt in Italien am 20. Juli 2017.

## Kritiken
The Guardian bezeichnet den Film als „schlampigen Trash“, obwohl der siebenjährige Sohn des Rezensenten den Film gut fand. Close-up Film urteilt: Schöne Grafik aber schlechte Story. Offenbar gab es auch einen gewissen nationalistischen Subtext, da die feindlichen Hyänen in den National-Farben der Ukraine dargestellt werden.
Insgesamt erscheinen Personal und Plot des Films als Sammelsurium aus verfremdeten Charakteren sämtlicher bekannter Animations- und Fantasy-Filme, wie Peter Pan, König der Löwen, Bolt, Star Wars, Herr der Ringe, Alice im Wunderland, Der Zauberer von Oz und anderen.